# Besucherbergwerk Gleißinger Fels
Das Besucherbergwerk Gleißinger Fels ist ein Besucherbergwerk bei Neubau, einem Gemeindeteil von Fichtelberg am Ochsenkopf im oberfränkischen Landkreis Bayreuth.

## Geschichte
1478 wurde den Herren von Hirschberg vom Kurfürsten Philipp mit Vorbehalt des Mauterzes und Verkaufs auf zwei bis drei Meilen um Mehlmeisel die Erlaubnis erteilt, alle Metalle zu gewinnen. Dies belebte den Bergbau um das heutige Fichtelberg ebenso wie auch viele Gerüchte über Gold- und Silbervorkommen. Allerdings wurde bis Anfang des 17. Jahrhunderts nur der lokale Bedarf an Erz gedeckt und nie Gold oder Silber gefunden; es gab weiterhin keinen namhaften Bergbau und keine ausgedehnte Eisenproduktion. 1600 erließ Friedrich IV. Bergfreiheiten, die für einen neuen Aufschwung des Bergbaus sorgten.
Um Fichtelberg  gab es zahlreiche blanke Granitfelsen, die bei Mineralogen aufgrund des enthaltenen Feldspats mit besonderen Farben sehr beliebt waren. Der Granit enthielt teils Speckstein, selten auch Hornblende und Pyrit. Limonit und Hämatit kamen als Überzug von Quarz vor.
1604 nahm die Fundgrube Gottesgab den Betrieb auf und kurze Zeit später folgten ein Hochofen und mehrere Hammerschmieden. Der Dreißigjährige Krieg wenige Jahre danach brachte den Bergbau um Fichtelberg vollständig zum Erliegen. 1635 wurden alle Gruben und Hüttengebäude zerstört. Nach dem Krieg wurden die Arbeiten unter Kurfürst Maximilian I. wieder aufgenommen. Die ehemaligen Gewerke erhoben Ansprüche und es folgte ein jahrelanger Rechtsstreit zwischen der Regierung und den Gewerken.
Während des Streits pachtete Johann Ernst von Altmannshausen die Gruben und Hammerwerke. Die abgebauten Erze wurden in einer Gewehrfabrik bei Ebnath, aus der später die Königlich Bayerische Gewehrfabrik bei Amberg hervorging, verarbeitet. Nachdem 1685 Kurfürst Maximilian II. Emanuel den Streit zwischen Regierung und Gewerken durch eine Abfindung beigelegt hatte, wurde bekannt, dass von Altmannshausen Gewinne unterschlagen hatte und ab 1689 wurde der Bergbau wieder auf kurfürstliche Kosten betrieben. Er erfolgte auf einfache Weise: Man suchte eine übertägige Lagerstätte auf und baute das Erz solange ab, bis eine Wasserhaltung nicht mehr möglich war. Es kam an vielen Orten zum Raubbau. Zahlreiche Gesenke in der Region endeten nach 8 bis 9 Lachtern Teufe, die größte Teufe erreichte man am Gleißinger Fels mit 18 Lachtern.
Da bei der Verhüttung der Erze viel Holz verbraucht wurde, stellte man ab 1750 den Betrieb einiger Hochöfen ein und verringerte den Bergbau. Ab 1789 war nur noch der Eisenglimmer-Bergbau am Gleißinger Fels von Bedeutung. Die Menge des abgebauten Erzes verminderte sich um die Hälfte. Ende des 18. Jahrhunderts versuchte die Regierung mit erhöhtem Gedinge, den Bergbau attraktiver zu machen.
1802 erfolgte die Auffahrung des „tiefen Stollens“ bzw. „Reiner’schen Erbstollens“. Drei Jahre später wurden die Arbeiten eingestellt. Der Bergbau wurde inzwischen durch Einzelbetriebe fortgeführt. Diese Betriebe beschäftigten so genannte Eigenlöhner, da reguläre, durch das Bergamt beschäftigte Bergleute zu kostspielig gewesen wären. Die Betriebe standen unter der Aufsicht des Bergamts Fichtelberg.
Ab 1827 wältigte man den tiefen Stollen wieder auf und trieb ihn fünf Jahre lang in Richtung der Hauptbaue der Kaiser- und der Voithenzeche vor, die auf dem so genannten Gleißingerfelsglimmergang bauten. Die Mächtigkeit des Eisenglimmers betrug hier bis zu vier, die des ihn einschließenden Quarzes bis zu zehn Meter. Die Quarzgänge strichen in fast nördlicher Richtung mit einem durchschnittlichen Einfallen von 65° gegen Westen. 1832 wurden die Arbeiten wieder eingestellt,  stattdessen wurde mit der Auffahrung eines 16 Lachter höherliegenden „oberen Stollens“ begonnen, um zeitlich früher die Baue der beiden Zeche zu lösen. Zwei Jahre später begann man die Ausrichtung der Lagerstätte. 1835 war ein Flügelort des oberen Stollens mit der Voithenzeche durchschlägig und man durchörterte die Lagerstätte mit fünf Querschlägen. Ab 1837 trieb man den tiefen Stollen im Liegenden der Lagerstätte bis an das südliche Flügelort des oberen Stollens vor und machte sie mit einem Gesenk durchschlägig. Aufgrund von Geldmangel und Problemen bei der Wasserhaltung stellte man aber die Arbeiten am tiefen Stollen wieder ein.
Beim Durchschlag zwischen dem oberen Stollen und der Kaiserzeche fand man angeblich genug Erz, um den Bergbaubetrieb für die nächsten 30 Jahre zu sichern; nur ein Jahr danach, 1850, zeichnete sich mit der ersten temporären Betriebseinstellung aber das Ende des Bergbaus ab. Konkurrenz und niedrige Metallpreise wirkten sich weiter negativ aus, sodass die Königliche General-Bergwerks- und Salinen-Administration 1859 die endgültige Einstellung veranlasste. Trotz zweier kurzer Phasen, während denen der Betrieb wiederaufgenommen wurde, kam der Bergbau am Gleißinger Fels 1907 final zum Erliegen. Zu dem Zeitpunkt waren eine 180 Meter lange Teilstrecke des oberen Stollens und seine fünf Querschläge befahrbar, während alles unterhalb dieser Sohle abgesoffen war. Man ging davon aus, dass die Lagerstätte am Gleißinger Felsen komplett erschöpft war, andere Lagerstätten in der Region aber nicht.
Der Bergbau hatte entscheidend zur Ortsentwicklung von Fichtelberg beigetragen und war bis Anfang des 20. Jahrhunderts wesentliche Erwerbsquelle der Bevölkerung. Die Pingen und Halden, die besonders in der Anfangszeit des Bergbaus entstanden, verschwanden durch den später erfolgten Feldbau ab Anfang des 19. Jahrhunderts.

## Heutiges Besucherbergwerk
Das heutige befahrbare Bergwerk blickt auf eine 200-jährige Geschichte zurück und ist das einzige befahrbare Silbereisenbergwerk der Welt. Besucher haben die Möglichkeit, sich neben der Führung im Bergwerk durch einen Dokumentarfilm über die Geschichte des Bergbaus zu informieren. Zu weiteren Besonderheiten zählen unter anderem 20 Millionen Jahre alte Gesteinszeichnungen. Außerdem ist es seit 2015 im Rahmen besonderer Führungen möglich, allgemein nicht zugängliche Teile des Bergwerks zu besichtigen.
Der Region als „Ruhrgebiet des Mittelalters“ mit seinen geologischen und historischen Sehenswürdigkeiten wurde u. a. in jüngster Zeit mit der Anlage des Geoparks Bayern-Böhmen entsprechende Bedeutung beigemessen.
Das Besucherbergwerk ist vom Bayerischen Landesamt für Umwelt als wertvolles Geotop (Geotop-Nummer: 472G002) ausgewiesen.
Betreiber des Besucherbergwerkes am Gleißinger Fels ist die Montan-Stiftung Nordostbayern mit Sitz in Fichtelberg.